# Luiz Alberto Dias Menezes Filho
Luiz Alberto Dias Menezes Filho (São Paulo, 05 de outubro de 1950 - 09 de julho de 2014) foi um engenheiro de minas, mineralogista/gemólogo, colecionador de minerais e pesquisador da área de mineralogia.

## Biografia
Formou-se em 1973 em Engenharia de Minas pela Escola Politécnica da USP. Foi fundador do Clube de Ciências Campo Belo (1961), da Associação Brasileira de Mineralogia (1965), diretor da Associação Brasileira de Gemologia e Mineralogia (1968 a 1973, e de 1983 a 1984); trabalhou como engenheiro de minas na Serrana S.A. de Mineração de 1973 a 1988, tendo exercido de 1985 a 1988 o cargo de diretor. Foi presidente da Associação Amigos do Museu de Geociências da USP de 2002-2006 e um dos responsáveis pelo acervo do Museu de Mineralogia do Centro Cultural da Praça da Liberdade, em Belo Horizonte.
Considerado um grande conhecedor de minerais, inclusive no exterior, Luiz participou da descoberta de 8 das 53 espécies minerais já descritas no Brasil.
Por toda sua história na mineralogia, foi homenageado por um grupo de pesquisadores que colocou seu nome em um mineral recém-descoberto, a Menezesita (Descoberta na Mina de Jacupiranga, Cajati, São Paulo).